# St. Marien (Blintendorf)

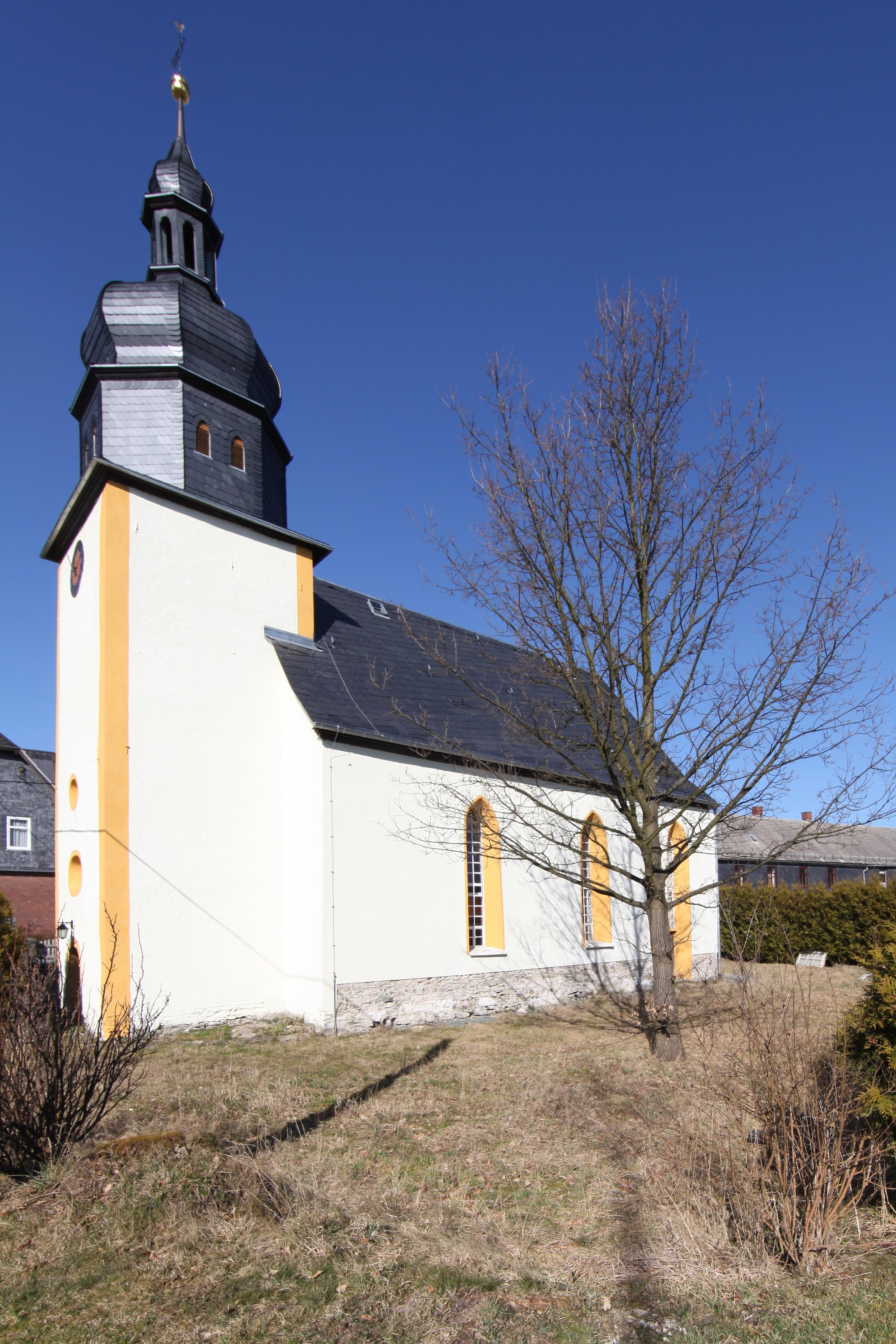
St. Marien

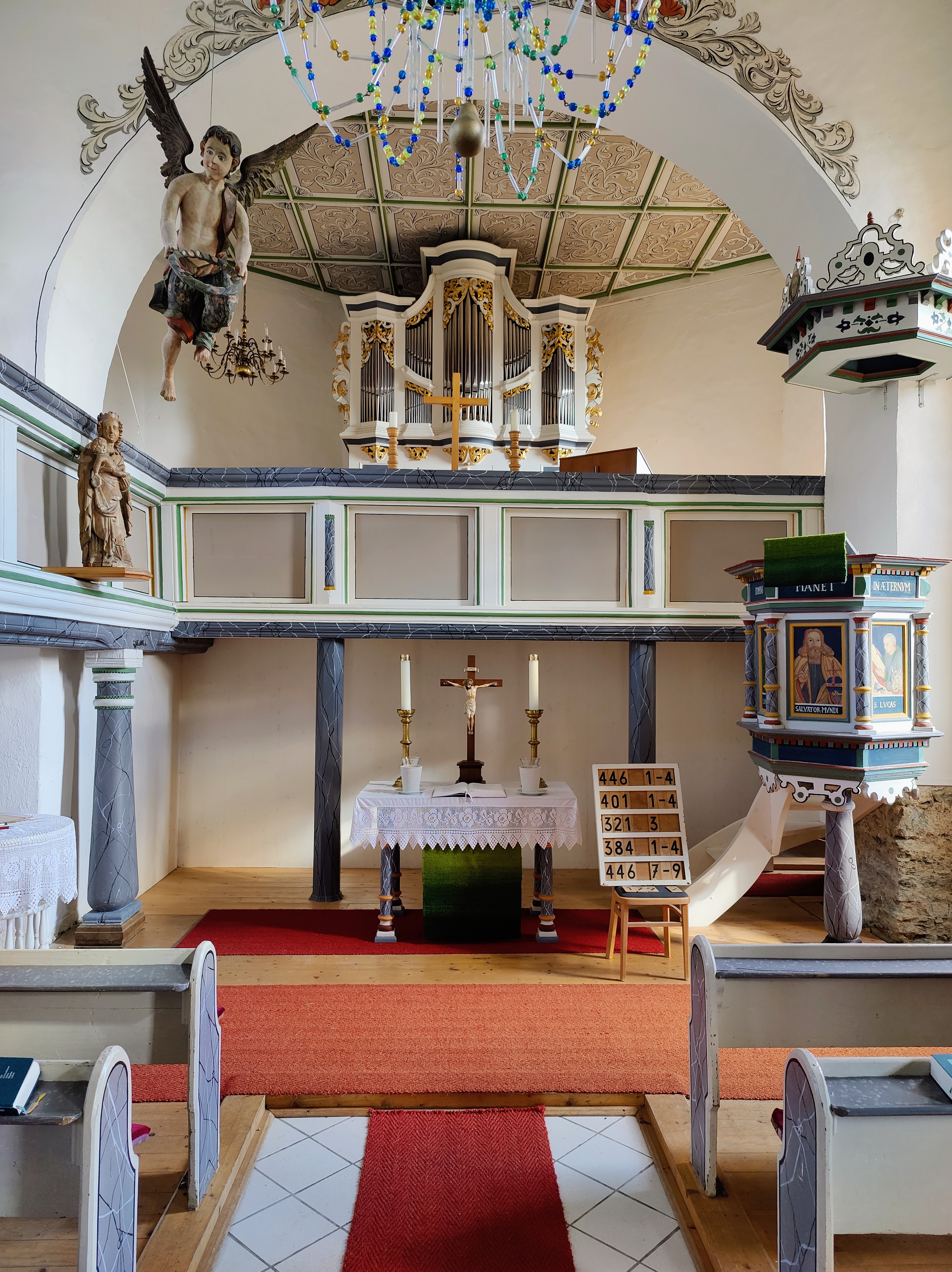
Blick zum Chor (2022)

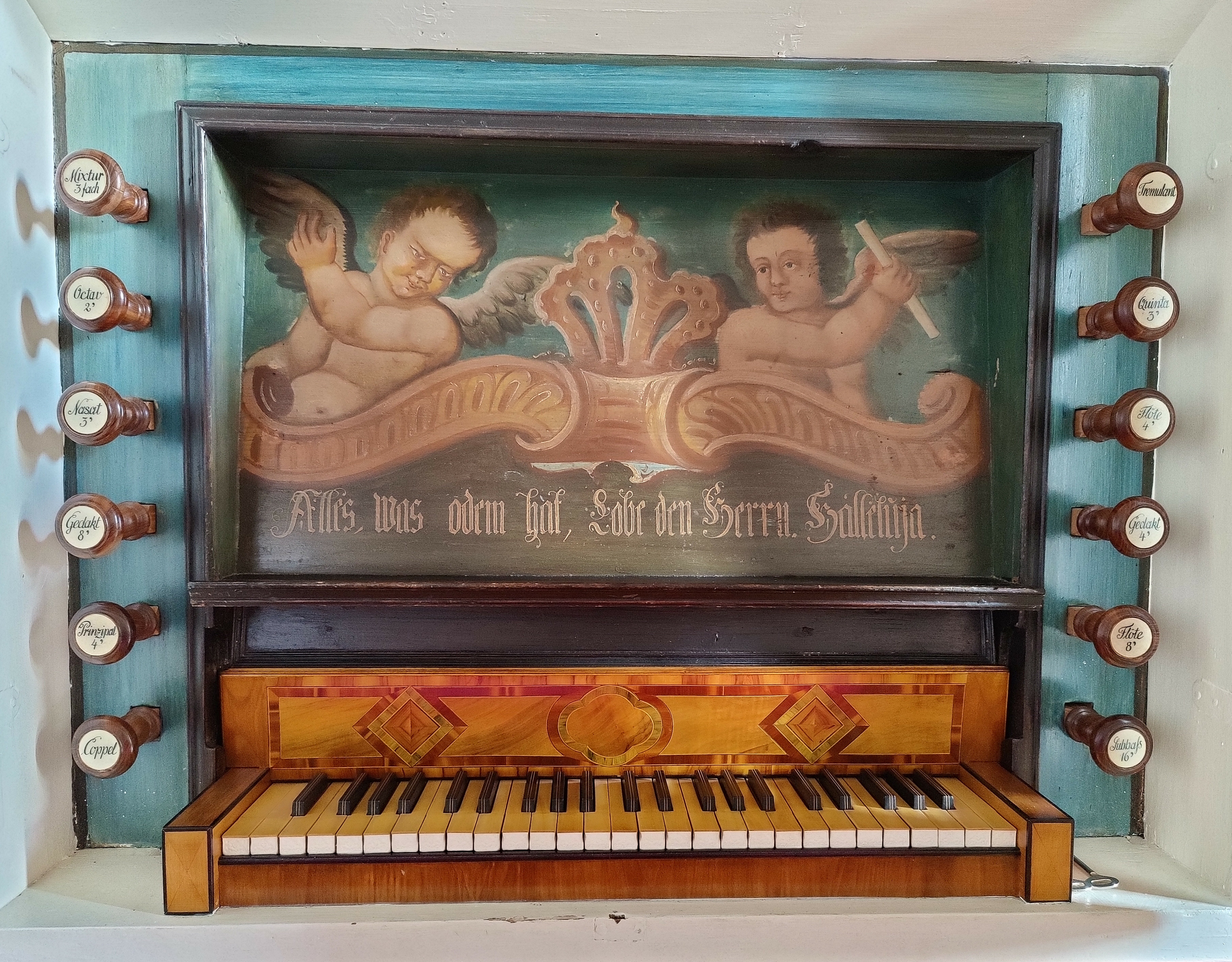
Spielanlage der Orgel

Die evangelische Dorfkirche St. Marien steht im Ortsteil Blintendorf der Stadt Gefell im Saale-Orla-Kreis in Thüringen.

## Geschichte
Die Dorfkirche ist eine Saalkirche mit Westturm und dreiseitigem Chor an der Ostseite. 1626 wurde sie u. a. mit Teilen aus der Vorgängerkirche gebaut. Die Emporen und die Kanzel sind im Jahr 1639 geschaffen und eingebaut worden. Auch die Bemalung der Decke und Wände stammt aus dieser Zeit. Die einmanualige Orgel mit Pedal besitzt 10 Register. Sie wurde 1743 von dem  Schleizer Orgelbauer Johann Tobias Hiebe (auch: Hübe) erbaut, ist original erhalten und wurde 1991–1995 restauriert. Eine geschnitzte Madonna aus dem 15. Jahrhundert sowie ein Taufengel verschönern den Raum.

## Die Stiftung KiBa
Mit finanzieller Hilfe der Stiftung zur Bewahrung kirchlicher Baudenkmäler in Deutschland (Stiftung KiBa) wurde 2011 der Hausschwamm im Dachstuhl beseitigt und weitere Reparaturen von Holzverbindungen durchgeführt. Das Kirchendach und der Kirchturm wurden mit Schiefer neu eingedeckt.